# Peroá-cação
Peroá-cação (nome científico: Aluterus monoceros), também chamado peixe-porco, porco-chinelo, cangulo-comum, gudunho, peixe-rato ou pirá-aça, é uma espécie de peixe marinho da família dos monacantídeos (Monacanthidae), presente nas águas de todos os continentes.

## Nome
O nome científico do gênero Aluterus deriva do grego e significa "não livre" ou "não destacado", referindo-se à pélvis que não forma um projeto espinhoso, como ocorre nos peixes da família dos balistídeos. O nome popular peroá tem origem incerta, mas deve ter raiz tupi. Cação provavelmente foi construído com a aglutinação do verbo caçar e o sufixo -ão de agente. Foi registrado pela primeira vez no século XIII como caçon, e depois em 1376 como caçom e 1440 como caçõoes. Cangulo, segundo a Faculdade de Filosofia da Bahia, deriva do quimbundo (ka)ngulu no sentido de "leitão". Pirá deriva do tupi pi'ra no sentido de "nome genérico para peixes". Por fim, gudunho tem origem incerta.

## Descrição
O peroá-cação apresenta corpo oval alongado e muito comprimido, com escamas minúsculas e inumeráveis, semelhantes a pelos finos, que conferem à pele uma textura áspera de lixa, e uma linha lateral discreta. O focinho, longo e pontudo, exibe perfil superior convexo e inferior côncavo em adultos, enquanto a boca, pequena e situada acima da linha central, possui dentes moderadamente fortes, com até seis na fileira externa de cada mandíbula. A abertura branquial se dá por uma curta fenda lateral antes da base peitoral. A espécie possui duas nadadeiras dorsais: a primeira com dois espinhos, sendo o primeiro longo, delgado e erétil, posicionado sobre o olho e podendo ser travado pelo segundo espinho minúsculo; a segunda dorsal apresenta de 45 a 52 raios moles. A nadadeira anal conta com 47 a 53 raios, e a peitoral apresenta geralmente 14 raios, todos não ramificados. As nadadeiras pélvicas estão ausentes, sem escamas na região correspondente. A base da cauda é mais longa que profunda, com profundidade variando entre 65% e 95% de seu comprimento, e a nadadeira caudal, geralmente mais curta que o focinho (18–26% do comprimento padrão), apresenta borda reta a ligeiramente côncava. A coloração varia de cinza-claro a marrom-acinzentado, com pequenas manchas marrons na parte superior. As nadadeiras dorsal e anal moles vão de marrom-amareladas claras a marrom, e a membrana caudal é marrom-escura. Juvenis e jovens adultos podem exibir uma rede de linhas claras envolvendo manchas mais escuras. O comprimento total máximo registrado é de 76,2 centímetros, embora o tamanho comum seja de cerca de 40 centímetros, com peso máximo de 2,7 quilos.

## Distribuição e habitat
O peroá-cação é distribuído circumglobalmente em mares tropicais e subtropicais:
- África (África do Sul, Angola, Benim, Camarões, Comores, Costa do Marfim, Egito, Eritreia, Gabão, Gana, Gâmbia, Guiné, Guiné-Bissau, Guiné Equatorial, Jibuti, Libéria, Madagáscar, Maiote, Marrocos, Maurícia, Mauritânia, Moçambique, Namíbia, Nigéria, República Democrática do Congo, República do Congo, Reunião, Saara Ocidental, São Tomé e Príncipe, Seicheles, Senegal, Serra Leoa, Somália, Sudão, Tanzânia, Togo e Tunísia);

- América: América do Norte (Canadá, Estados Unidos (Havaí e Ilhas Menores Distantes dos Estados Unidos) e México); América Central (Belize, Costa Rica, El Salvador, Guatemala, Honduras, Nicarágua, Panamá, Porto Rico); América do Sul (Argentina, Brasil,[a] Chile, Colômbia, Equador, Guiana, Guiana Francesa, Peru, Suriname, Uruguai e Venezuela);

- Ásia (Arábia Saudita, Barém, Bangladexe, Camboja, Catar, China, Coreia do Norte, Coreia do Sul, Cuaite, Emirados Árabes Unidos, Filipinas, Iêmem, Índia (Andamão e Nicobar), Indonésia, ilhas Paracel, ilhas Spratly, Irã, Iraque, Israel, Japão, Jordânia, Malásia, Maldivas, Mianmar, Omã, Paquistão, Quênia, Seri Lanca, Singapura, Tailândia, Taiuã e Vietnã);

- Caribe (Anguila, Antígua e Barbuda, Baamas, Barbados, Bermudas, Bonaire, Cuba, Dominica, Granada, Guadalupe, Haiti, ilhas Caimã, ilhas Turcas e Caicos, ilhas Virgens Americanas, ilhas Virgens Britânicas, Jamaica, Martinica, Monserrate, República Dominicana, Santo Eustáquio e Saba, Santa Lúcia, São Cristóvão e Neves, São Martinho (neerlandês), São Martinho (francês), São Vicente e Granadinas, Trindade e Tobago);

- Europa (Espanha (Canárias) e Portugal (Madeira));

- Oceania (Austrália, Fiji, ilhas Christmas, ilhas Cook, ilhas Marshall, ilhas Marianas do Norte, ilhas Pitcairn, ilhas Salomão, Micronésia, Nauru, Niue, Nova Caledônia, Nova Zelândia, Palau, Papua-Nova Guiné, Polinésia Francesa, Quiribati, Samoa, Samoa Americana, Território Britânico do Oceano Índico, Toquelau, Tonga, Tuvalu, Vanuatu e Wallis e Futuna).

## Alimentação e ecologia
O peroá-cação é um espécie marinha associada a recifes, corais e algas, da superfície a 80/150 metros (a depender da avaliação), em águas subtropicais em ilhas oceânicas e no mar aberto, ao longo de linhas de marés e sargaços (Sargassum). Apresenta comportamento bentopelágico, que varia ao longo de sua vida. Os jovens são pelágicos e estão associados a objetos flutuantes, bem como por vezes a grandes águas-vivas e sargaços. Os adultos, que vivem sozinhos, em pares, ou em cardumes de até 30 indivíduos, são ocasionalmente vistos em águas rasas, mas são sobremaneira demersais, ocorrendo em declives acentuados ou bancos de areia adjacentes a recifes de águas profundas. Sua alimentação é bentófaga. A reprodução ocorre aos pares, da primavera ao outono, em águas oceânicas. Os adultos podem nidificar em bancos de areia adjacentes a recifes em águas profundas.

## Conservação

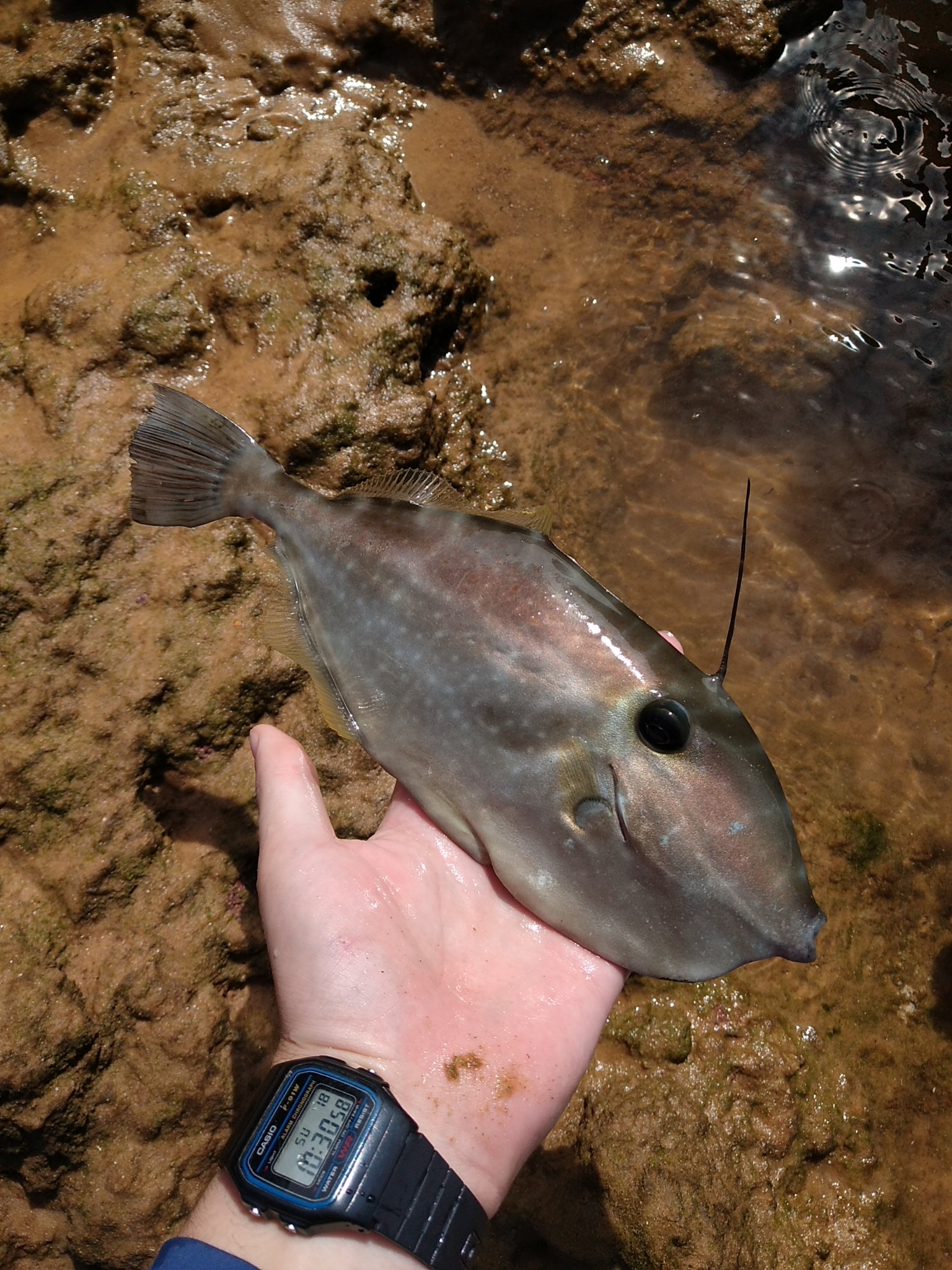
Espécime capturado em 2021 no Espírito Santo, no Brasil

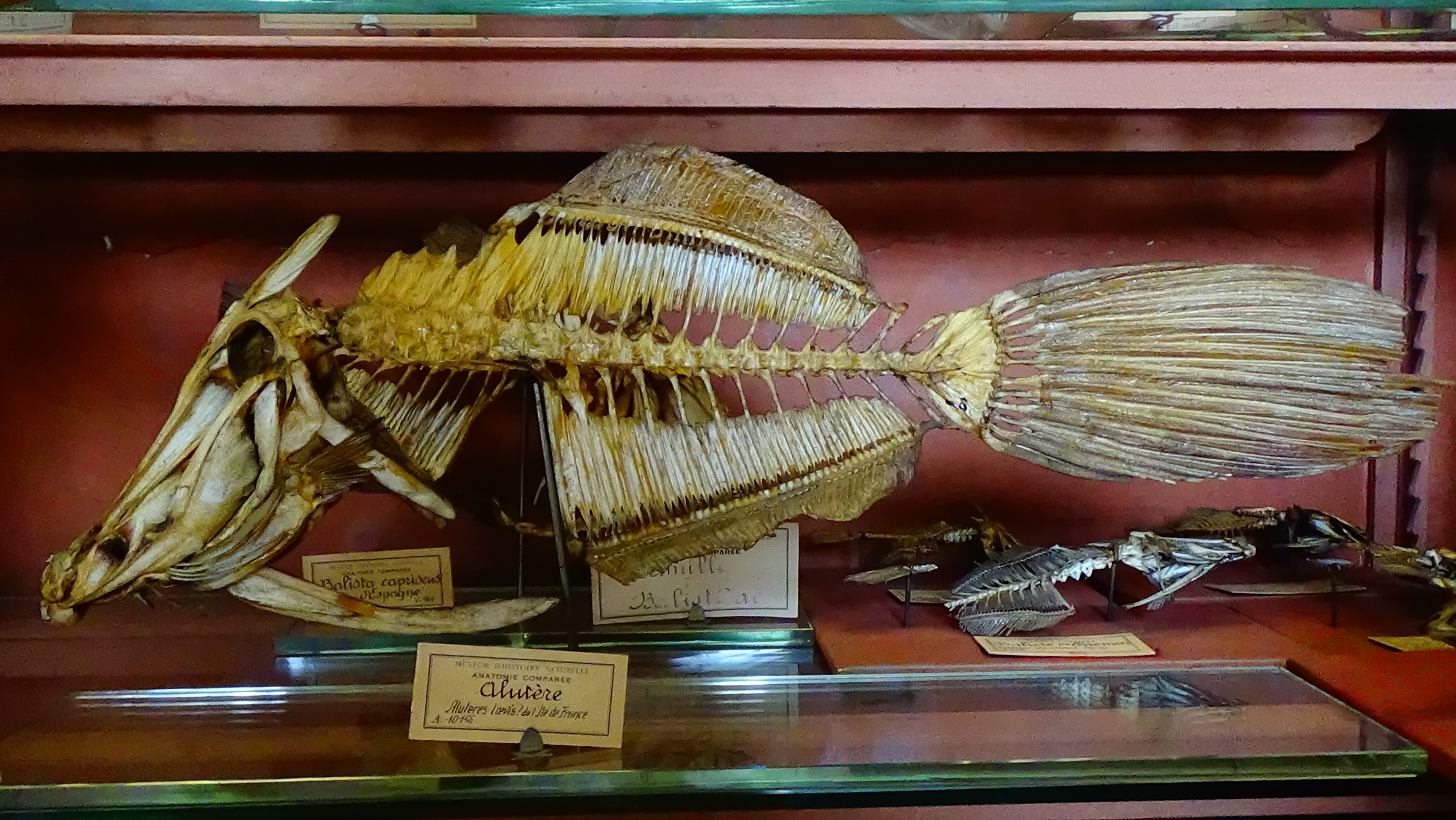
Esqueleto no Museu Nacional de História Natural de Paris, na França

A União Internacional para a Conservação da Natureza (UICN) classifica Aluterus monoceros como uma espécie pouco preocupante (LC), em decorrência de sua ampla distribuição e abundância em seus habitats. É pescada em pelo menos algumas partes de sua área de distribuição, mas isso não é considerado uma grande ameaça à sua população global. Em 2018, foi classificada como quase ameaçada (NT) no Livro Vermelho da Fauna Brasileira Ameaçada de Extinção do Instituto Chico Mendes de Conservação da Biodiversidade (ICMBio) e com a rubrica de "dados desconhecidoa" (DD) no Decreto N.º 63.852/18 do estado de São Paulo; e em 2024, como pouco preocupante (LC) no Decreto N.º 6.040 do estado do Paraná. Em sua área de distribuição, ocorre em algumas áreas de conservação: a Área de Proteção Ambiental do Arquipélago de São Pedro e São Paulo (APA do Arquipélago São Pedro e São Paulo), o Parque Nacional Marinho das Ilhas dos Currais (PARNA Marinho das Ilhas dos Currais), Reserva Extrativista Marinha do Arraial do Cabo (Resex Arraial do Cabo), a Área de Proteção Ambiental Marinha do Litoral Centro (APA Marinha do Litoral Centro), o Parque Estadual Marinho da Laje de Santos, a Reserva Privada de Patrimônio Natural Fazenda Boa Esperança (RPPN Fazenda Boa Esperança) e a Reserva Privada de Patrimônio Natural Reserva Rizzieri.
No Brasil, a espécie é capturada como fauna acompanhante de algumas pescarias industriais e artesanais. Embora seja pouco comercializada (sob os rótulos de peixe-porco e peroá), no geral é descartada. Em boletins de estatística de pesca do Instituto Brasileiro do Meio Ambiente e dos Recursos Naturais Renováveis (IBAMA, 2001, 2003, 2004, 2005, 2007) e do Ministério da Pesca e Aquicultura (MPA, 2012), o total desembarcado de peroá/peixe-porco/cangulo (que inclui Balistes capriscus, B. vetula e Aluterus monoceros), regrediu de 13 toneladas entre 2000 e 2002 para seis mil em 2005 e menos de seis mil até a década de 2010. Os dados de desembarque pesqueiro no Espírito Santo mostram uma queda acentuada, de 136,25 toneladas em 2011 para 7,15 em 2021 (março a dezembro), possivelmente devido à redução populacional, especialmente das espécies do gênero Balistes. Há indícios da presença de Aluterus monoceros nesses desembarques, embora sua proporção não seja informada.
Entre 2005 e 2012, A. monoceros foi registrada na pesca de camarão em São Paulo e na frota de arrasto de parelha, especialmente entre 21 e 35 metros de profundidade, como fauna acompanhante. Em São Paulo, observou-se uma redução de cerca de 80% no desembarque de peixe-porco (Balistes capriscus) entre 2004 e 2019, sem dados específicos sobre A. monoceros. Essa espécie, com menor valor comercial e menor rendimento de carne, é pouco registrada nos desembarques, dificultando estimativas populacionais e comparações com outras espécies do grupo. Na última década, a participação de A. monoceros nos desembarques parece ter aumentado, provavelmente devido à sobrepesca das espécies de Balistes. Espera-se que, com o declínio dessas espécies mais valorizadas, o esforço pesqueiro sobre A. monoceros aumente como alternativa. Foram relatadas aparições isoladas dessa espécie em praias do Espírito Santo a Santa Catarina, mas sua tendência populacional é desconhecida, assim como o possível aporte de populações estrangeiras para sustentar as nacionais.
Balistes capriscus e B. vetula têm tamanho mínimo de captura (20 centímetros) estabelecido por norma (IN MMA nº 53/2005), mas como Aluterus monoceros não é identificado separadamente, é provável que essa mesma regra esteja sendo aplicada inadequadamente a ele. Observações de exemplares com comportamento errático em praias entre Espírito Santo e Santa Catarina sugerem possíveis alterações causadas por doenças, que merecem investigação. Estudos indicam que o uso do petrecho conhecido como puçá-grande capturava principalmente peixes pequenos. Sua proibição em 2002 (Portaria IBAMA N.º 81) levou à substituição por pargueira (linha), o que contribuiu para a queda nas capturas entre 2002 e 2003. Apesar da mudança nos equipamentos, o declínio contínuo nas capturas ressalta a necessidade de monitoramento eficiente das espécies exploradas.